# Hoge Gezondheidsraad
De Hoge Gezondheidsraad (HGR) is in België het wetenschappelijk adviesorgaan van de FOD Volksgezondheid, Veiligheid van de Voedselketen en Leefmilieu.
Sinds zijn ontstaan in 1849 heeft de Hoge Gezondheidsraad altijd als doel gehad om de Belgische overheid te ondersteunen op het gebied van de volksgezondheid. Deze raadgevende rol – die zich aanzienlijk heeft uitgebreid in de loop der tijd – berust op het werk van teams van op hun terrein gespecialiseerde wetenschappers. Sedert de staatshervorming zijn er een aantal bevoegdheden overgeheveld naar de gemeenschappen (zogenoemde 'persoonsgebonden materies', bijvoorbeeld preventie) maar op Federaal niveau blijft de raad de bevoegde orgaan inzake wetenschappelijk advies in verband met volksgezondheid.
De raad beschouwt het als zijn missie om met behulp van een netwerk van experts en vaste medewerkers door middel van het produceren van onafhankelijke en onpartijdige adviezen op een wetenschappelijk onderbouwde wijze in te spelen op actuele vraagstukken betreffende de Belgische volksgezondheid. Desondanks kreeg de raad meermaals kritiek op zijn methodologie en op het formuleren van aanbevelingen zonder hard bewijs van een verband met ziekte, levenskwaliteit of overleving. 

## Bevoegdheden
De Hoge Gezondheidsraad behandelt adviezen die zich situeren op de volgende domeinen.
- Geestelijke gezondheid: gedrag, verslaving, psychosociale factoren in de volksgezondheid, opleiding van beroepsmensen, psychotherapie, enz.
- Fysische omgevingsfactoren: ioniserende straling, niet-ioniserende straling, geluid, enz.
- Chemische omgevingsfactoren: chemicaliën, polluenten, biociden en pesticiden, enz.
- Voeding en gezondheid, voedselveiligheid inbegrepen, enz.
  - Voedingsadviezen (2016[1] - 2025[2])
- Biologische problemen – type 1: bloed en derivaten, cellen, weefsels en organen van menselijke en dierlijke oorsprong, weefsel- en celbanken, enz.
- Biologische problemen – type 2: infectiologie, vaccins, hygiëne, enz.

## Werkwijze
De adviesvorming gebeurt zowel op eigen initiatief als op vraag van de Minister van Volksgezondheid, Veiligheid van de Voedselketen en Leefmilieu, zijn/haar medewerkers of de administratie. Hierbij werkt de raad met een systeem van werkgroepen waarin experts zetelen. Het kan gaan om permanente werkgroepen die zich buigen over routineadviezen en om ad-hocwerkgroepen.
Alle adviezen worden openbaar gemaakt, tenzij ze vertrouwelijk zijn, en kunnen geconsulteerd worden op de website van de raad.

## Organisatie
- De Hoge Gezondheidsraad kan een beroep doen op de kennis van 200 officieel benoemde experts, maar kan ook experts uitnodigen die geen deel uitmaken van de raad. In totaal heeft de raad in 2009 een wervingsbestand van 500 experts, verdeeld over alle wetenschappelijke instellingen van het land. De officiële experts worden benoemd voor zes jaar, hun mandaat is verlengbaar.
- Veertig van de benoemde experts vormen het College. Het college bepaalt welke experts uitgenodigd worden in de werkgroepen, draagt de verantwoordelijkheid van het goede verloop van de werkzaamheden van de werkgroepen en bekrachtigt alle adviezen, aanbevelingen en rapporten die goedgekeurd worden in de werkgroepen. Het mandaat van de leden van het College duurt telkens drie jaar en kan tweemaal verlengd worden. Eén derde van het College wordt om de drie jaar vervangen. Het College wordt voorgezeten door de voorzitter van de Hoge Gezondheidsraad en twee ondervoorzitters en komt eenmaal per maand samen.
- De dagelijkse werking wordt tweewekelijks besproken door het Bureau, bestaande uit de voorzitter van de Hoge Gezondheidsraad, de twee ondervoorzitters, de coördinator, de wetenschappelijke coördinator en de administratieve secretaris.
- Het wetenschappelijk secretariaat ondersteunt de experts bij het uitvoeren van de wetenschappelijke taken in samenspraak met het administratieve secretariaat dat de administratieve taken beheert.

## Kritiek
In 2019 kwam een waarschuwing over 'beschavingsziekten' (waaronder de aanbeveling om tatoeages, nagellak en granola te vermijden) de Hoge Gezondheidsraad op kritiek te staan in Vlaamse media.
In hetzelfde jaar uitte de Vlaamse Vereniging voor Psychiatrie (VVP) in een brief aan The Lancet Psychiatry kritiek op de inhoud en methodologie van een rapport omtrent het gebruik van de DSM.
In 2021 kwam de Hoge Gezondheidsraad onder vuur te liggen nadat het een rapport uitbracht over nucleair risico, duurzame ontwikkeling en energietransitie.  Drie van de 23 betrokken experten weigerden het rapport te onderschrijven omdat de conclusies volgens hen niet gebaseerd waren op de principes van goed wetenschappelijk onderzoek. De drie experten werkten bij het nucleaire onderzoekscentrum SCK CEN, dat in een persbericht verklaarde dat hun 'wetenschappelijke integriteit en onafhankelijkheid werd aangetast'.

## European Science Advisory Network for Health (EuSANH)
Met het EuSANH-netwerk wil de Hoge Gezondheidsraad een betekenisvolle rol spelen bij het optimaliseren van het Europese gezondheidsbeleid. Sinds 1 februari 2009 werkt de Hoge Gezondheidsraad samen met 11 andere nationale adviesraden. Het is de bedoeling om via dit Europees netwerk in de toekomst agenda’s uit te wisselen, van elkaars adviezen gebruik te maken en eventueel samen adviezen te ontwikkelen om op die wijze een efficiënter Europees gezondheidsbeleid te verwezenlijken. 